# Sophie Lechtenbrink
Sophie Lechtenbrink (* 11. Mai 1992 in Hamburg) ist eine deutsche Schauspielerin und Synchronsprecherin. Sie ist vor allem bekannt als deutsche Stimme von Josephine Langford.

## Leben
Sophie Lechtenbrink wuchs in Hamburg als Tochter von Volker Lechtenbrink und Anja Topf auf, wodurch sie bereits früh mit der Schauspielerei in Berührung kam. Mit 14 Jahren trat sie neben ihrem Vater im Ernst-Deutsch-Theater in Hamburg auf.
Von 2013 bis 2014 absolvierte sie ein Schauspielstudium an der Schauspielschule Charlottenburg. Anschließend begann sie ihre Arbeit als Synchronsprecherin.
Lechtenbrink wohnt derzeit in Berlin.

## Sprechrollen (Auswahl)
Josephine Langford
- 2019: After Passion als Tessa Young
- 2020: After Truth als Tessa Young
- 2021: After Love als Tessa Young
- 2021: Moxie. Zeit, zurückzuschlagen als Emma
- 2022: After Forever als Tessa Young
- 2022: Gigi & Nate als Katy Gibson
- 2023: After Everything als Tessa Young
- 2023: Die andere Zoey als Zoey Miller

### Filme
- 2018: Apostle für Lucy Boynton (als Andrea)
- 2018: Down a Dark Hall für Isabelle Fuhrman (als Izzy)
- 2018: Future World für Lucy Liu (als Königin)
- 2018: Richard Says Goodbye für Odessa Young (als Olivia)
- 2019: Der Biss der Klapperschlange für Emma Greenwell (als Abbie)
- 2019: Blackbird – Eine Familiengeschichte für Bex Taylor-Klaus (als Chris)
- 2019: The Haunting of Sharon Tate für Lydia Hearst (als Abigail Folger)
- 2019: Ride Like a Girl für Zara Zoe (als Maree Payne)
- 2019: 47 Meters Down: Uncaged für Sistine Stallone (als Nicole)
- 2019: Once Upon a Time in Hollywood für Victoria Pedretti (als Lulu)
- 2020: Die Misswahl – Der Beginn einer Revolution für Emma D’Arcy (als Hazel)
- 2021: Bliss für Nesta Cooper (als Emily Wittle)
- 2021: Das Bombardement für Fanny Bornedal (als Teresa)
- 2021: Mitra für Dina Zarif (als Mitra)
- 2022: Everything Everywhere All at Once für Stephanie Hsu (als Joy Wang / Tupaki)
- 2022: Choose or Die für Iola Evans (als Kayla)
- 2022: Das Wunder für Florence Pugh (als Lib Wright)
- 2023: A Haunting in Venice für Emma Laird (als Desdemona Holland)
- 2023: Joy Ride - The Trip für Stephanie Hsu (als Kat Huang)
- 2023: Nightwatch: Demons Are Forever für Fanny Bornedal (als Emma Bork)
- 2024: Alien: Romulus für Aileen Wu (als Navarro)
- 2024: Die junge Frau und das Meer für Tilda Cobham-Hervey (als Margaret 'Meg' Ederle (Teenager))

### Serien
- 2017: Tinkas Weihnachtsabenteuer für Esther Marie Boisen Berg (als Vilma)
- 2018–2021: Club der magischen Dinge für Elizabeth Cullen (als Imogen)
- 2018–2022: The Last O.G. für Taylor Mosby (als Amira)
- 2018–2022: The Walking Dead für Nadia Hilker (als Magna)
- 2019: Trapped – Gefangen in Island für Elva María Birgisdóttir (als Þórhildur)
- 2019–2022: Batwoman für Nicole Kang (als Mary Hamilton/Poison Ivy)
- seit 2019: Euphoria für Maude Apatow  (als Lexi Howard)
- 2019–2022: 7 Seeds für Minako Kotobuki (als Maria Miki)
- 2020: Crowded für Miranda Cosgrove (als Shea Moore)
- 2021: Derby Girl für Allison Chassagne (als Booby Mercury)
- 2021: Tinka und die Königsspiele für Viilbjørk Malling Agger (als Falke)
- 2021: Star Wars: Visionen für Anna Cathcart (als Lop)
- 2021: Panic für Jessica Sula (als Natalie Williams)
- 2021–2024: Star Trek: Prodigy für Ella Purnell (als Gwyn)
- 2022: The Woman in the House Across the Street from the Girl in the Window für Rachel Ramras (als Eileen)
- 2022: Liebe und andere Köstlichkeiten für Guan Le (als Xiyan)
- 2022–2024: Heartstopper für Yasmin Finney (als Elle Argent)
- 2022: The Staircase für Odessa Young (als Martha Ratliff)
- 2023: Navy CIS: L.A. für Sasha Clements (als Katya Miranova)
- 2023: Mayfair Witches für Keyara Milliner (als Odette Grieve)
- seit 2023: Shrinking für Lukita Maxwell (als Alice)
- 2023: Call of the Night für Haruka Tomatsu (als Seri Kikyō)
- 2023: Navy CIS für Julianne Collins (als Dorothy Quinlan)
- 2023: Then You Run für Leah McNamara (als Tara)
- seit 2024: Criminal Minds für Allison Nordahl Nunez (als "Hollie Voit")
- 2024: Dreamars für Romi Aviram (als Emma)
- 2025: Navy CIS für Sierra McCormick (als Sally Clark)